# Marena

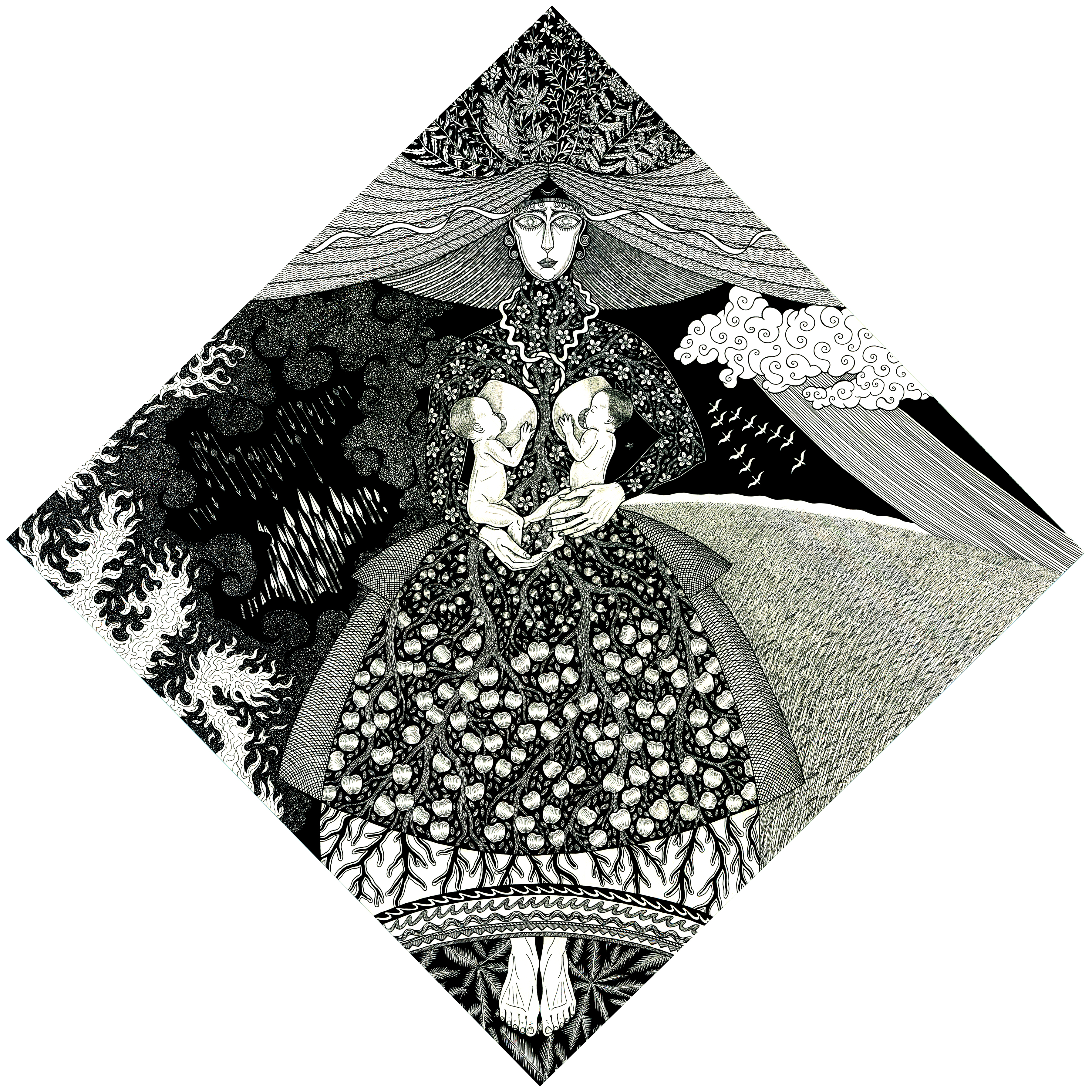
Moderne voorstelling van Marena, Marek Hapoń 2014

Marena, Morana, Marzanna of Mara is een godin van de Slavische religie. Ze is de godin van de winter en de dood, maar ook van de wedergeboorte. Marena is de dochter van Peroen en Mokosj, en de tweelingzus van Jarilo. Haar naam is afkomstig van de Proto-Indo-Europese stam * mar-, die 'dood' betekent. In traditionele ritussen symboliseert de dood van Marena het einde van de winter en het begin van de lente. De kroniekschrijver Jan Długosz uit de 15e eeuw vergelijkt Marena met de Griekse godin Ceres.

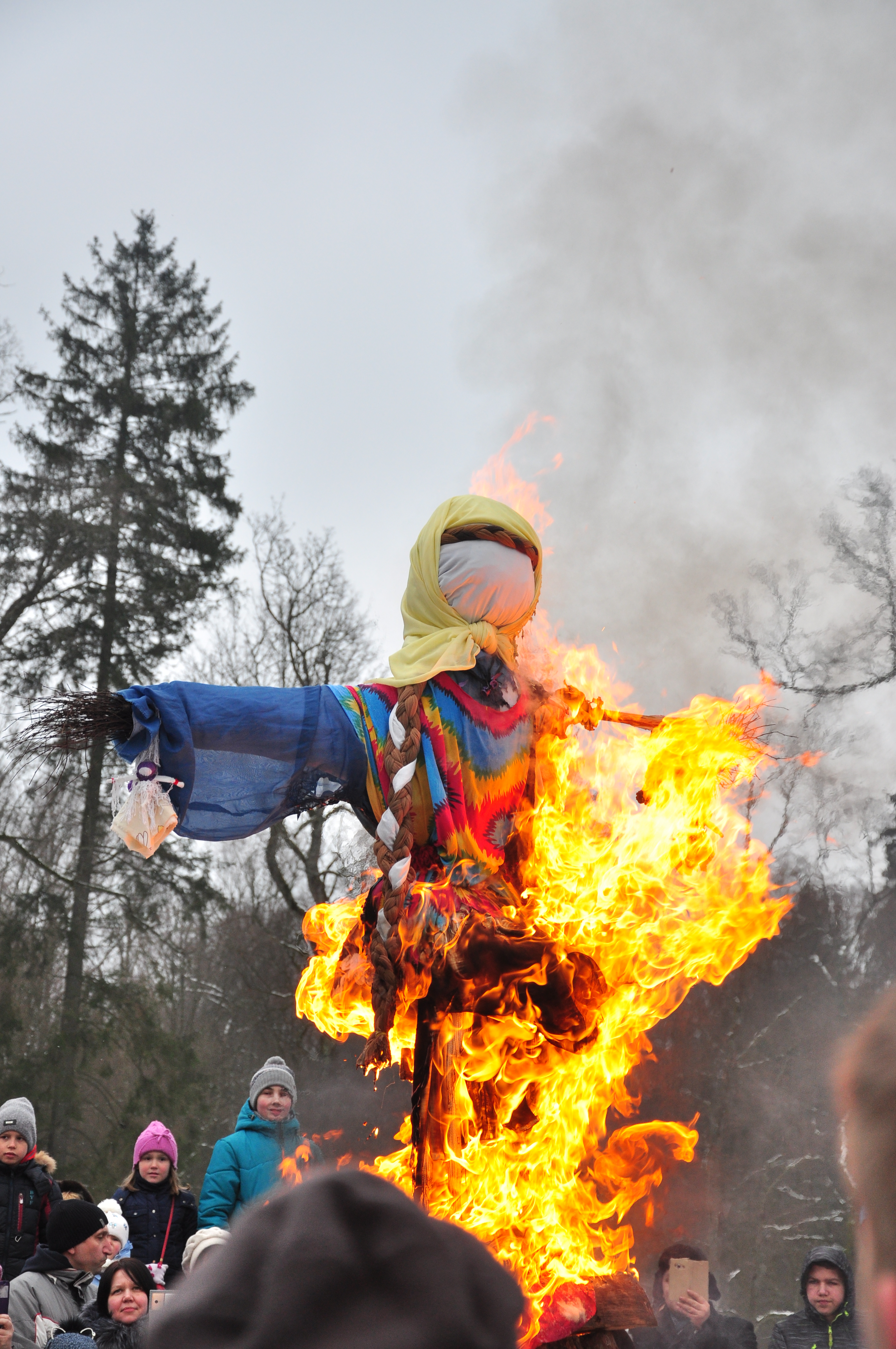
Brandende Marenapop

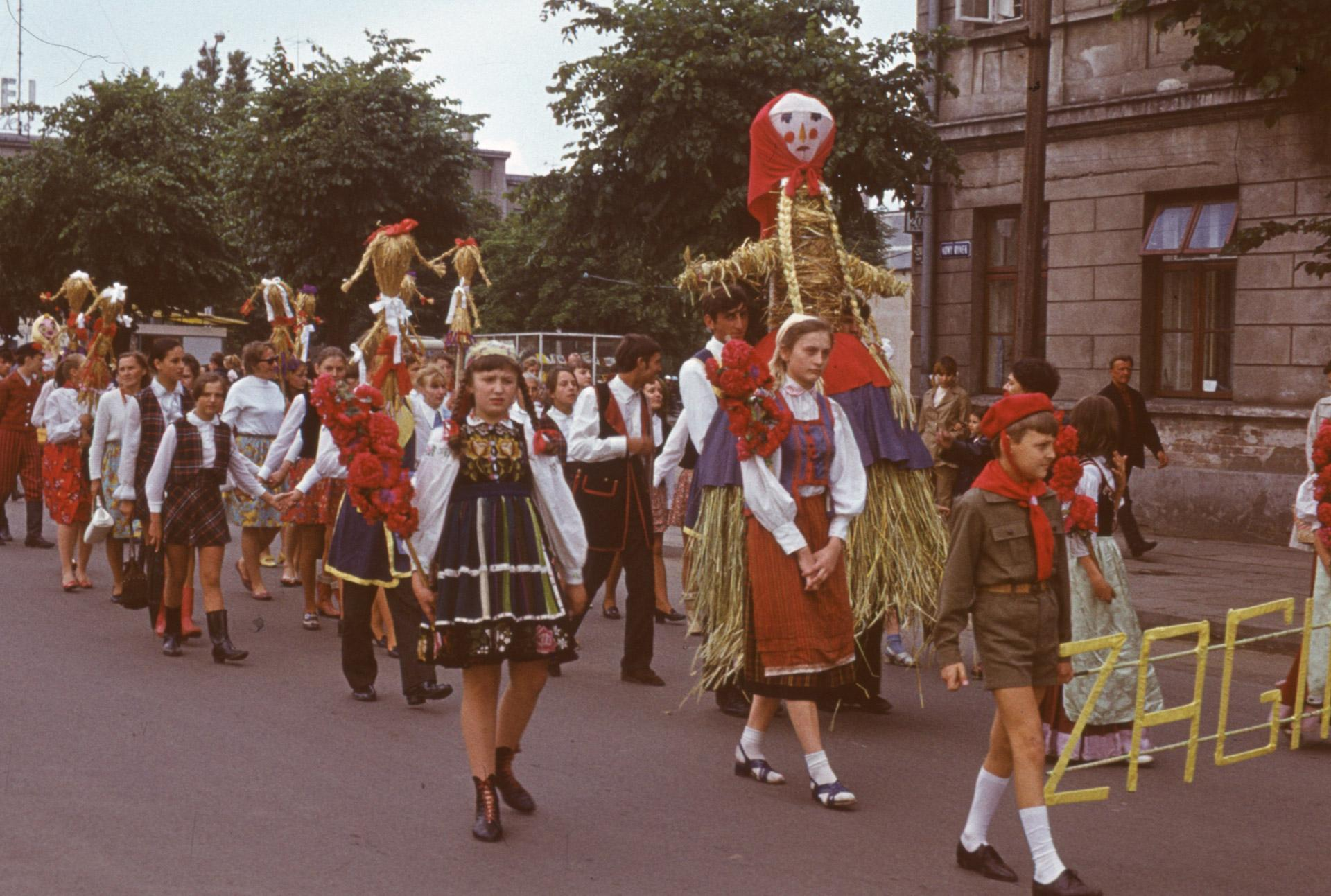
Stoet wandelt door de stad met Marenapoppen in Płock, Polen, 1974

De verdrinking van Marena is een oud ritueel dat nog steeds wordt uitgevoerd in een aantal Slavische landen tijdens de lentenachtevening op 21 maart. Een handgemaakte pop van stro, gewikkeld in een doek en versierd met linten en kralen wordt gedragen door een stoet die langs alle huizen van een dorp loopt. 's Avonds wordt deze pop ontbrand en in een rivier geworpen. Er wordt verondersteld dat dit het einde van de winter vaststelt en goed geluk brengt voor de toekomstige oogst van dat jaar. Dit ritueel wordt meestal georganiseerd door scholen als een activiteit voor de kinderen die hun eigen Marenapoppen maken, of door folkloristische groepen die de traditie willen behouden.